# Berta de Blangy
Berta de Blangy (Artois, mitjans segle vii - Blangy-sur-Ternoise, 4 de juliol de 725) va ser una abadessa de sang noble franca i anglosaxona.

## Vida
Santa Berta era filla del comte Rigobert de Remis, majordom de palau de Clodoveu II abans d'Ebroí. La seva mare, Ursana, era filla del rei de Kent.
Amb 20 anys es va casar amb Sigfrig, parent del rei. Quan el seu marit morí, al 672, després de vint anys de matrimoni i cinc fills, Berta va decidir començar una vida religiosa. Al 682 o 685 va fundar un monestir benedictí a Blangy (Artois, l'actual Blangy-sur-Ternoise). S'hi va retirar amb les seves dues germanes més grans, Deotil·la i Gertrudis. Més tard, quan Berta es va retirar a una vida més apartada, Deotil·la la va succeir com a abadessa.
Santa Beta va morir en edat avançada per causes naturals el 4 de juliol de 725. El santoral catòlic celebra la seva festivitat el 4 de juliol.